# ألبرت غادجيبيكوف
ألبرت غادجيبيكوف (بالروسية: Гаджибеков, Альберт Амрахович)‏ هو لاعب كرة قدم روسي في مركز الدفاع، ولد في 17 فبراير 1988 في محج قلعة في روسيا. لعب مع أنجي محج قلعة ودينامو ستافروبول ولوخ إينيرجيا فلاديفوستوك.